# Cyrtophorinae
Cyrtophorinae è una sottofamiglia di ragni appartenente alla famiglia Araneidae.
Il nome deriva dal greco κuρτος, kyrtos, cioè arcuato, piegato, rigonfio, curvo, poi dal greco φορέιν, forèin, cioè portare, recare, mostrare per la forma dell'opistosoma e infine il suffisso -inae proprio di tutte le sottofamiglie.

## Tassonomia
Al 2007, si compone di 5 generi:
- Cyrtophora SIMON, 1864
- Kapogea LEVI, 1997
- Manogea LEVI, 1997
- Mecynogea SIMON, 1903
- Megaraneus LAWRENCE, 1968